# Reduviidae
Reduviidae é uma família de insetos hemípteros heterópteros, que se caracterizam pela cabeça fina e alongada com pescoço bem marcado. A espécie Triatoma infestans (conhecida por barbeiro) é um exemplo desta família, e é importante por ser um vector da doença de Chagas.

## Descrição
Dentro dessa família ainda é possível encontrar uma subfamília de extrema importância para o estudo da doença de Chagas, a subfamília Triatominae.
As espécies integradas na subfamília Triatominae apresentam as antenas divididas de três a cinco segmentos, o seu rostro é retilíneo (com três segmentos), apresentando também o conexivo nas laterais.
Essa subfamília apresenta 14 gêneros, mas três são os principais para estudo da doença de Chagas:
- Panstrongylus — com cabeça em formato hexagonal e antenas bem próximas aos seus ocelos.
- Triatoma — com cabeça em formato cilíndrico e inserção das antenas na região medial da cabeça.
- Rhodnius — com cabeça no formato alongado e cilíndrico e inserção das antenas na porção distal da cabeça. Este género é o principal transmissor do protozoário Trypanosoma cruzi, por ser o mais bem adaptado ao ambiente doméstico.